# 今充
今 充（こん みつる、1932年1月20日 - 2018年4月14日）は、日本の医学者。弘前医療福祉大学特任教授、弘前大学名誉教授。学位は医学博士（弘前大学）。専門は一般外科・消化器外科（特に大腸外科・肛門括約筋機能温存術）高齢者・福祉医療、緩和・終末期医療。

## 来歴
青森県弘前市出身。1962年に弘前大学大学院医学研究科を修了後、弘前大学第二外科助手に就任。66年から2年間、人癌研究のため米国ロズウェルパーク記念研究所へ出張する。91年から第二外科学教室教授として昇任。大腸癌、特に直腸癌における低位前方切除術の先駆者として自律神経温存手術などの治療に注力。94年には青森県で初めての生体部分肝移植を指揮。さらに東北初の成人間による生体部分肝移植も指揮した。その後同大学医学部附属病院院長に就任し、97年定年退官。
退官後は重症疾患研究所厚生病院院長、平賀町国民健康保険葛川診療所所長を務め、2004年より国立病院機構弘前病院セカンドオピニオン担当医師として勤務。
2018年4月14日、脳腫瘍のため、弘前市内の病院で死去、86歳。

## 略歴
- 1951年3月 - 青森県立弘前高等学校卒業
- 1962年3月 - 弘前大学大学院医学研究科修了、医学博士
- 1962年4月 - 弘前大学助手（第二外科）
- 1992年4月 - 弘前大学教授（外科学第二講座）
- 1995年4月 - 弘前大学医学部附属病院院長
- 1997年4月 - 弘前大学教授定年退官
- 1997年4月 - 弘前大学名誉教授
- 1997年4月 - 財団法人重症疾患研究所厚生病院院長
- 1998年10月 - 平賀町国民健康保険葛川診療所所長
- 2002年9月 - 同所退職
- 2004年4月 - 国立病院機構弘前病院セカンドオピニオン担当医師
- 2010年4月 - 弘前医療福祉大学教授
- 2013年4月 - 弘前医療福祉大学特任教授
- 2015年9月 - 介護老人保健施設施設長

## 所属学会など
名誉会員
- 日本大腸肛門病学会
- 日本性機能学会
- 日本ストーマリハビリテーション学会
- Microwave Surgery研究会
- 日本平滑筋学会

特別会員
- 日本外科学会
- 日本消化器外科学会
- 日本臨床外科学会
- 大腸癌研究会
- 日本肝移植研究会

幹事・世話人
- 骨盤内臓器手術と機能温存研究会

## 専門分野
- 緩和・終末期医療
- 高齢者・福祉医療
- 一般外科・消化器外科（特に大腸外科・肛門括約筋機能温存術）

## 主な著書
- 『医者と患者のカン違い』 ハート出版、2009年
- 『新外科学体系　24A』 中山書店、1991年
- 『一般外科　術前・術中・術後管理』 へるす出版、1983年

## 論文
- 『Diagnosis of inflamm-atory bowel disease』 Asian Medical J.　1991年
- 『Survival and Recurrence After Low Anterior Resection and Abdominoperineal Resection for Rectal Cancer:TheResults of a Long-Term Study With a Review of the Literature』 Surgery Today　1993年
- 『Immuno-Gel Diffusion Studies With The Herpes Type Virus(HTV) Associated With Burkitt's Lymphoma』 Cancer　1969年

## その他活動
- セカンドオピニオン医（国立機構弘前病院）
- 無料健康相談室（平川市・つがる温泉、弘前市・ヒロロ）